# Kentucky Mountain Saddle Horse
Vous lisez un « bon article » labellisé en 2013.
Pour les articles homonymes, voir Kentucky.
Le Kentucky Mountain Saddle Horse (« cheval de selle des montagnes du Kentucky ») est une race chevaline de taille variable, originaire de l'est de l'État du Kentucky, aux États-Unis. La race a été développée comme cheval à tout faire apte aux travaux fermiers et à la selle, avec influence du Tennessee Walker et d'autres chevaux d'allures. En 1989, la Kentucky Mountain Saddle Horse Association (KMSHA) est créée et en 2002, la filiale Spotted Mountain Horse Association (SMHA) est développée dans le but d'enregistrer les Kentucky Mountain Saddle présentant des marques blanches étendues ou des robes pie.
Le standard de la race est le même pour les deux types, la seule différence étant la robe. Le Kentucky Mountain Saddle possède des allures supplémentaires. Comme le Rocky Mountain Horse, il porte souvent une robe « chocolat » aux crins clairs très reconnaissables, sous l'action du gène Silver. Le studbook du KMSHA est désormais fermé aux chevaux non issus de parents enregistrés, mais celui du SMHA est ouvert. La race est employée pour toutes sortes de disciplines équestres, notamment le travail du bétail, l'équitation western et la randonnée.

## Histoire

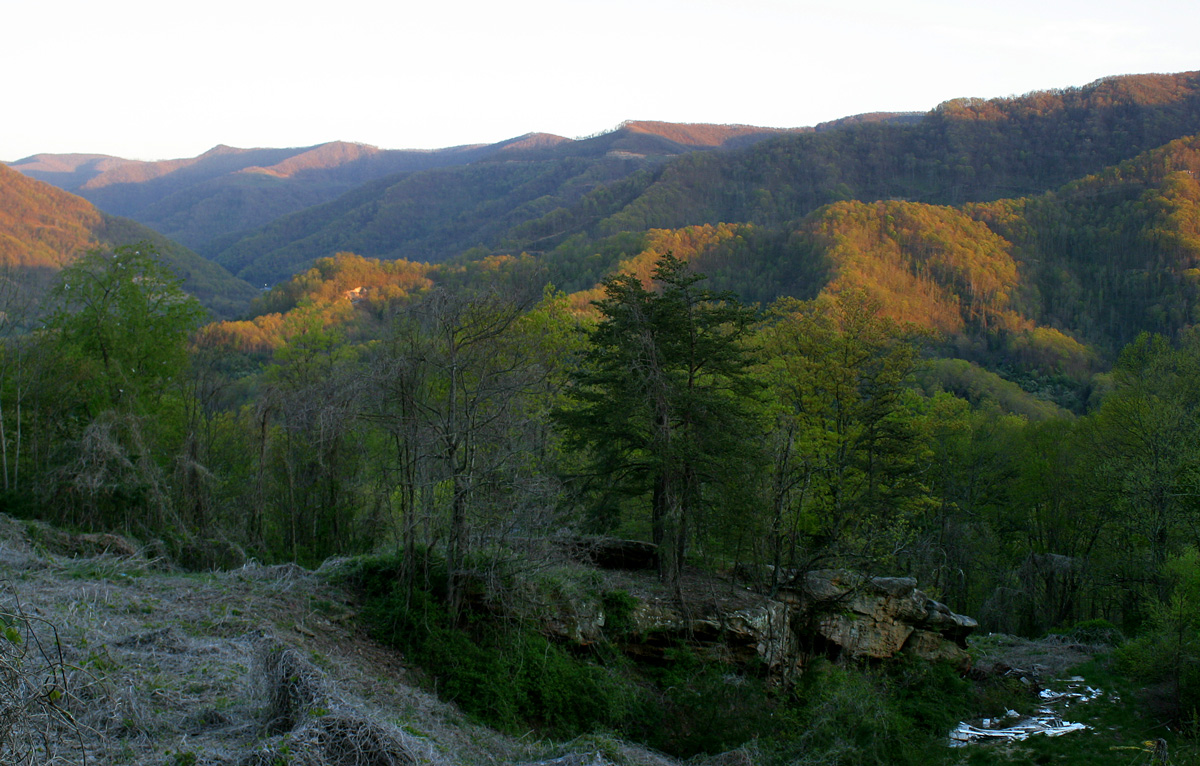
Les montagnes du Kentucky, biotope originel de la race.

### Origine
Ces chevaux de selle sont élevés dans les montagnes par les habitants des collines et des vallées de l'Est du Kentucky, pour les besoins exigeants de la vie à la ferme. Ils trouvent probablement leur origine chez les chevaux d'allures du sud-est américain, notamment le Narragansett Pacer désormais disparu. Ils sont liés au Tennessee Walker et à d'autres races d'allures, mais leur origine exacte est inconnue. Si les chevaux des deux continents américains sont tous plus ou moins issus du cheval colonial espagnol, différents courants de sang les ont influencés. Le Kentucky Mountain Saddle Horse a une histoire similaire à celle du Rocky Mountain Horse et ensemble, ces deux races sont parfois appelées Mountain Pleasure Horses (« chevaux de loisirs de montagne »). Le Rocky Mountain Horse a été identifié génétiquement comme proche de l'American Saddlebred (lui-même issu du vieux cheval de selle du Kentucky) et du cheval colonial espagnol aux allures supplémentaires.

### Des années 1980 à nos jours
La race est peu connue jusqu'aux années 1980. La Kentucky Mountain Saddle Horse Association (KMSHA) est créée en 1989 par Robert Robinson Jr. (né à Irvine dans le Kentucky) afin de documenter, de préserver et de promouvoir le Kentucky Mountain Saddle Horse. À l'origine, il s'agit d'une scission avec la Rocky Mountain Horse Association, en raison d'objectifs différents : la KMSHA reconnaît en effet les chevaux de moins d'1,47 m comme descendants naturels du Narragansett Pacer de petite taille. En 2001, environ 2 000 chevaux sont enregistrés. En 2002, la Spotted Mountain Horse Association (SMHA) est créée en tant que filiale de la KMSHA pour enregistrer les chevaux tachetés et pie, qui présentent plus de marques blanches que ne l'autorise le KMSHA. D'après ses propres sources, l'association connaît une croissance très rapide, de l'ordre d'environ 25 % chaque année.

## Description

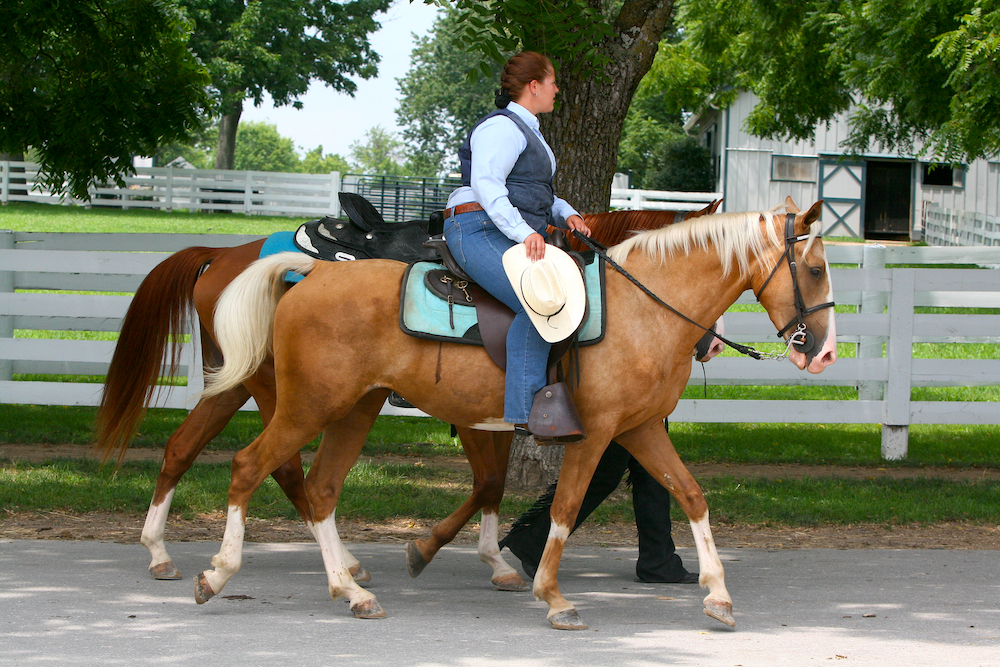
Un Kentucky Mountain Saddle de robe palomino et de classe A (plus d'1.47 m).

Le Kentucky Mountain Saddle Horse n'est pas reconnu comme une race par tous les spécialistes, notamment l'ouvrage universitaire de référence International Encyclopedia of horse breeds, qui ne mentionne que l'association officielle des éleveurs. Il peut présenter d'importantes variations de taille. Il doit simplement mesurer plus d'1,12 m pour être enregistré. Les chevaux sont alors divisés en deux catégories, ceux toisant plus de 1,47 m appartiennent à la classe A et ceux qui toisent entre 1,12  et   1,47 m sont de classe B. Il n'y a pas de limite supérieure de taille.

### Morphologie

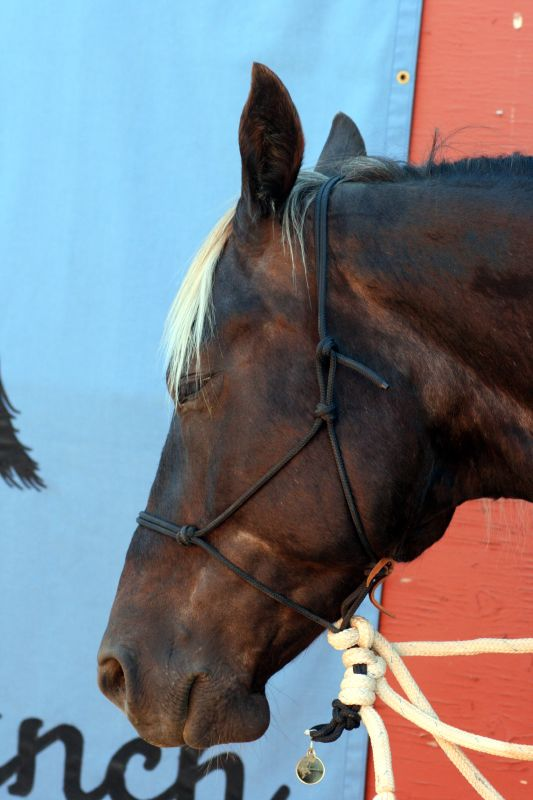
Tête d'un Kentucky Mountain Saddle Horse.

Le Kentucky Mountain Saddle Horse est généralement de taille moyenne, doté d'un modèle compact et bien musclé.
Il doit avoir une bonne ossature et de la substance, tout en se montrant athlétique et raffiné. La tête est de taille moyenne, avec un profil rectiligne et un front large. L'encolure est d'épaisseur et de longueur moyennes, bien arquée et le garrot est peu sorti. La poitrine est profonde et l'épaule bien inclinée.

### Robes
La robe foncée aux crins clairs est particulièrement recherchée et mise en avant, mais le standard de la race en accepte beaucoup d'autres. Les chevaux enregistrés par la Kentucky Mountain Saddle Horse Association (KMSHA) peuvent être de toute robe simple, avec des marques blanches sur la tête, les jambes et de petites taches sur le ventre. Les chevaux qui présentent beaucoup de blanc, y compris les « belles faces » ou ceux qui ont la tête entièrement blanche, du blanc au-dessus des genoux ou des jarrets, ou qui montrent des marquages pie (y compris tobiano, overo et sabino) sont plutôt inscrits à la Spotted Mountain Horse Association (SMHA), une filiale de la KMSHA. Les poulains de couleur unie dont les deux parents sont enregistrés à la SMHA sont généralement eux-mêmes enregistrés SMHA, mais les hongres de robe unie issus de parents SMHA enregistrés peuvent être enregistrés à la KMSHA. Cependant, ils ne peuvent pas figurer dans les deux registres à la fois.

### Tempérament et entretien
Ces chevaux sont réputés rustiques et faciles à entretenir. Ils sont également calmes et gentils, puisque les animaux enregistrés doivent présenter à la fois un caractère doux et disponible et une aptitude à l'amble à quatre temps. Le tempérament doux est présent depuis la sélection d'origine, afin que ces chevaux puissent être manipulés par les jeunes membres des familles d'agriculteurs.

### Allures

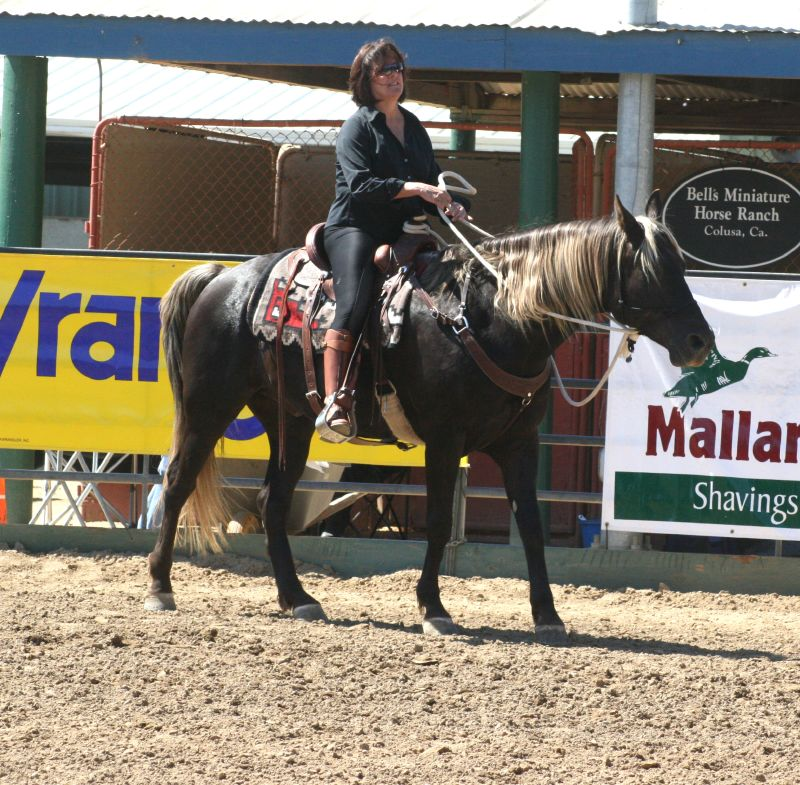
Le Kentucky Mountain Saddle Horse connaît l'amble, souvent en remplacement du trot.

Le KMSH se distingue aussi par son allure naturelle supplémentaire à quatre temps appelée l'amble ou le rack, qui remplace le trot de la majorité des autres races de chevaux. Cette allure douce et confortable permet d'atteindre une vitesse intermédiaire entre celle du pas et celle du galop, tout en demandant peu de dépense énergétique au cheval. Elle présente la même biomécanique que l'allure du pas. C'est une allure à quatre temps, par opposition au trot qui est une allure à deux temps. Le poser supplémentaire des pieds permet au cavalier d'être plus confortablement assis, sans être ballotté comme au trot puisque sa monture a toujours au moins un pied au sol. Le mouvement de la ligne du dos du cheval est réduit au minimum, l'amble à quatre temps supprime le rebond d'une démarche à deux temps, causé par le temps de suspension suivi de la secousse des deux pieds qui touchent le sol lorsque le cheval passe d'une diagonale à l'autre. Certains chevaux peuvent aussi trotter en plus d'aller l'amble.
Le Kentucky Mountain Saddle Horse a fait l'objet d'une étude visant à déterminer la présence de la mutation du gène DMRT3 à l'origine des allures supplémentaire : l'étude de 25 sujets a permis de détecter la présence de cette mutation chez 92 % d'entre eux, et l’existence de chevaux d'allures parmi la race.  

### Sélection
L'University of Kentucky Equine Parentage Testing and Genetic Research Center a reconnu le Kentucky Saddle Mountain et le Spotted Mountain Horse comme des races différentes, avec des caractéristiques distinctes et des marqueurs génétiques d'ADN. La KMSHA a fermé ses registres d'élevage et travaille en collaboration avec l'université du Kentucky pour identifier de nouveaux marqueurs génétiques qui permettront d'individualiser la race.

#### Enregistrement
Juments et étalons issus de parents non-KMSHA ne peuvent pas être enregistrés dans le stud-book principal, sauf si les parents sont enregistrés par la Rocky Mountain Horse Association, Mountain Pleasure Horse Association ou Kentucky Naturally Gaited Horse Association. Les hongres de parents non enregistrés peuvent être enregistrés s'ils satisfont par ailleurs aux standards de la race. Les juments de parents non enregistrés peuvent être enregistrées en Appendix (« Annexe »); si leurs poulains doivent être castrés, les pouliches peuvent être enregistrées en tant que Kentucky Mountain Saddle Horses. Le stud-book du Spotted Mountain Horse est toujours ouvert à tous les chevaux non enregistrés qui satisfont par ailleurs aux standards de la race.

#### Maladie ophtalmologique d'origine génétique
Le KMSH est victime, comme le Rocky Mountain Horse, d'une maladie génétique nommée Anterior Segment Dysgenesis. Cette anormalité ophtalmologique dégénérative et congénitale est due à un gène dominant présent chez certaines lignées du Rocky Mountain et du Kentucky Saddle MountainN liée à la couleur de robe dite chocolat, exprimant le gène Silver,. Il convient de faire examiner les chevaux candidats à la reproduction par un vétérinaire. L'association de la race travaille à l'élimination de la maladie, mais le coût des tests ADN rend le travail de sélection plus difficile.

## Utilisations

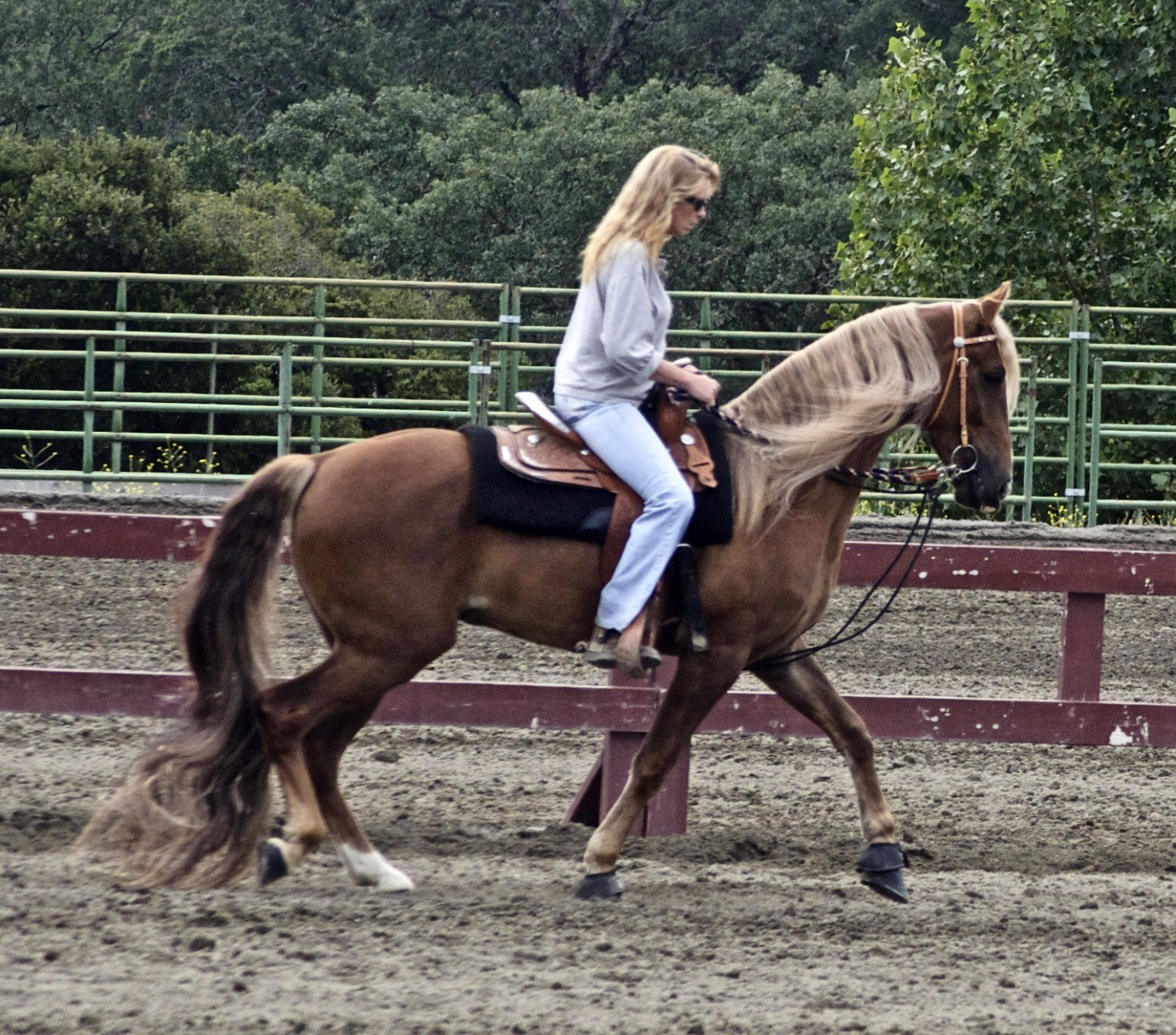
Kentucky Mountain Saddle Horse monté en équitation Western.

Le Kentucky Mountain Saddle Horse a été développé comme cheval utilitaire, par des agriculteurs à la recherche d'un petit cheval qui pourrait revêtir la double fonction de cheval de travail puissant et de cheval d'équitation confortable. Il est utilisé pour de longues courses sur terrain accidenté. Désormais, il continue d'être utilisé comme cheval de selle, il est considéré comme excellent en randonnée sur terrain accidenté. En équitation de loisir dans les montagnes du Kentucky, il peut être monté à l'anglaise ou en monte Western,. Ce cheval est également bon en show de présentation.

## Diffusion de l'élevage

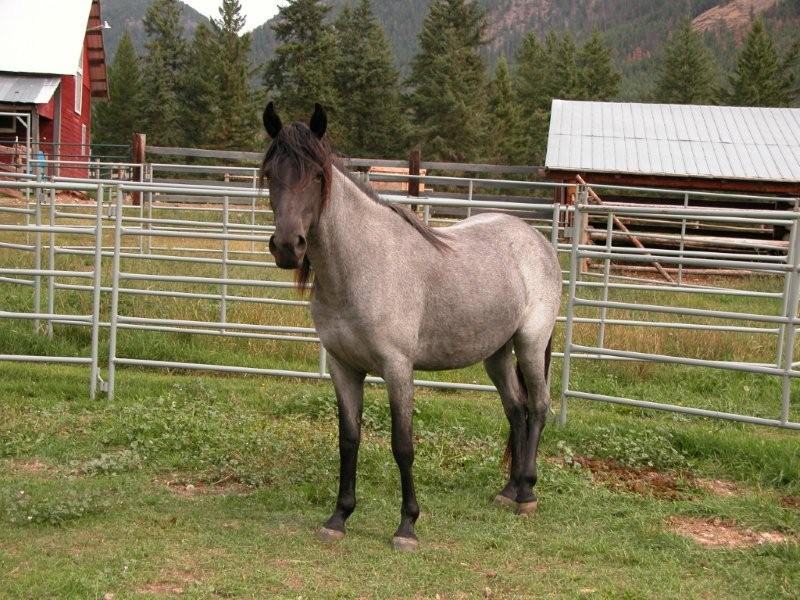
Pouliche de deux ans.

Depuis la fin du XXe siècle, ces chevaux sont devenus très prisés pour toutes formes de loisirs, dans le Kentucky et le reste du monde. Ils sont appréciés pour leur tempérament facile à vivre, leur intelligence, leur polyvalence, leur volonté et particulièrement leur allure supplémentaire.
En 2011, la KMSHA compte plus de 3 200 membres et enregistre plus de 24 000 chevaux. La majorité des chevaux sont stationnés dans le Kentucky, mais la race s'est diffusée à l'ensemble des États-Unis, ainsi qu'au Canada. Une petite population existe en Europe. La KMSHA et la SMHA organisent un championnat de race conjoint chaque année, au Kentucky Horse Park.